# Lukáš Pollert
Lukáš Pollert (Praag 24 maart 1970) is een Tsjechisch kanovaarder gespecialiseerd in slalom.
Pollert won tijdens de Olympische Zomerspelen 1992 namens Tsjecho-Slowakije de gouden medaille bij het kanoslalom in de C-1. Pollert won namens Tsjechië de zilveren medaille tijdens de Olympische Zomerspelen 1996.

## Belangrijkste resultaten

### Olympische Zomerspelen
| Editie | Plaats    | Resultaten |
| ------ | --------- | ---------- |
| 1992   | Barcelona | C-1 Slalom |
| 1996   | Atlanta   | C-1 Slalom |

### Wereldkampioenschappen kanoslalom
| Jaar | Plaats            | Resultaten                        |
| ---- | ----------------- | --------------------------------- |
| 1991 | Ljubljana         | 37e C-1 Slalom 5e C-1 Slalom team |
| 1993 | Mezzana Rabattone | 8e C-1 Slalom 6e C-1 Slalom team  |
| 1995 | Nottingham        | 6e C-1 Slalom 5e C-1 Slalom team  |
| 1997 | Três Coroas       | 4e C-1 Slalom · C-1 Slalom team   |
| 1999 | La Seu d'Urgell   | 17e C-1 Slalom 5e C-1 Slalom team |

1972: Reinhard Eiben ·
1992: Lukáš Pollert ·
1996: Michal Martikán ·
2000: Tony Estanguet ·
2004: Tony Estanguet ·
2008: Michal Martikán ·
2012: Tony Estanguet ·
2016: Denis Gargaud Chanut ·
2020: Benjamin Savšek ·
2024: Nicolas Gestin
- International Standard Name Identifier: 0000 0000 5863 2685
- Nationale Bibliotheek van Tsjechië: jn20000728517
- Virtual International Authority File: 84047310